# حسين أباد (نظر أباد)
حسين أباد هي قرية في مقاطعة نظر أباد، إيران. عدد سكان هذه القرية هو 261 في سنة 2006.